# 西口久美子
西口 久美子（にしぐち くみこ、1950年11月1日 - ）は、日本の歌手・女優・タレント・リポーター・ラジオパーソナリティ・ダンサー。青い三角定規メンバー。愛称はCooko(クーコ)。東京都出身。A型。
所属事務所は株式会社ネオ・エンターティメントである。

## 略歴
1967年、女の子6人のダンスグループ結成に参画。多数のテレビの音楽/GS番組・ステージなどに出演。
その後歌手活動に転じ、1971年に高田真理・岩久茂とともにフォークグループ「青い三角定規」を結成。「太陽がくれた季節」などのヒット曲を飛ばした。1973年のグループ解散後はソロ歌手として活動。
1982年には『大戦隊ゴーグルファイブ』のザゾリヤ博士役で第15話まで出演。
2006年に芸能生活35周年を迎えた。
2009年5月20日には久々のミニ・アルバム「I'm a singer」を発売。8月より同窓会コンサートのメンバーとなり、全国各地での同窓会コンサートに出演。
2010年4月28日、ゴーゴーダンスを基に自ら考案したエクササイズと、自身が歌うGSメドレーを組合せたDVD『クーコのエクサ★ゴーゴー』を発売。
2013年9月25日、CD「向日葵の花」をフリーボードよりリリース。
2023年に膠原病を発症。現在も治療をしながら 「夢スター歌謡祭 春組対秋組歌合戦」に出演し、全国各地を回っている。

## ディスコグラフィー
青い三角定規としての作品は当記事を参照。

### シングル
- 愛への旅路（1974年12月）
- ひとり暮らし（1975年8月）
- きみは春告鳥（1982年3月）
- 涙をうばって（1982年9月）
- 蘭 咲きました（1983年4月）
- 涙のステディ（1984年1月）
- 向日葵の花/永遠のほとりで（2013年9月）

## テレビ番組
- 飛び出せ!青春 第12話「ガラクタ楽団全員集合!」（1972年、NTV）※・ゲスト出演
- かたぐるま（1974年、CX）
- 音楽の世界（1975年4月 - 1977年3月、NHK教育）
- プレイガールQ 第36話（1975年、12Ch / 東映）  - 味方いずみ 役
- 誰かさんと誰かさん（1978年、ANB）
- 水の中の砂漠（1979年、MBS）
- 木曜ゴールデンドラマ「支笏湖殺人事件」（1981年、YTV）
- ザ・ハングマン 第39話「悪医者は吸血処刑」（1981年、ABC / 松竹）  - クラブママ・かよ 役
- 大戦隊ゴーグルファイブ（1982年、ANB）-　ザゾリヤ博士役
- 土曜ワイド劇場「殺しの連鎖反応」（1983年、ANB）
- BS永遠の音楽大全集「グループサウンズ大全集」（2008年2月22日、NH KBS2）- 司会
- 思い出のメロディー（第35・42回、NHK総合）
- BS日本のうた（NHK BSプレミアム）

## 舞台
- ミュージカル「紅葉乱舞車達引」（1977年、劇団動物園公演、原案・佐藤輝、演出・観世栄夫）

## 外部サイト
- Cooko's Homepage（西口久美子オフィシャル・サイト）
- 西口久美子のブログ　One Fine Day